# 图克镇
图克镇，是中华人民共和国内蒙古自治区鄂尔多斯市乌审旗下辖的一个乡镇级行政单位。

## 行政区划
图克镇下辖以下地区：
梅林苏莫嘎查、陶报格嘎查、巴音淖尔嘎查、图古勒岱嘎查、大牛地村、呼吉尔图村、沙日嘎毛日村、葫芦孙淖尔村和乌兰沙巴尔台村。